# ماركوس بيرغر (سياسي)
ماركوس بيرغر هو سياسي ألماني، ولد في 28 يناير 1938 في إنغلهايم آم راين في ألمانيا، وتوفي بنفس المكان في 29 أكتوبر 2016. نشط حزبياً في الاتحاد الديمقراطي المسيحي. وقد انتخب ممثل الجمعية البرلمانية لمجلس أوروبا ‏ لترشحه ضمن قائمة ألمانيا، (25 سبتمبر 1985 – 1 مايو 1987) وانتخب عضو في البوندستاغ الألماني خلال فترته النيابية ‏ (25 أكتوبر 1977 – 4 نوفمبر 1980).